# Novonesis Biotechnology Prize
Novonesis Biotechnology Prize (tidligere: Novozymes Prisen) er en årlig videnskabelig hæderspris. Prisen har til formål at anerkende signifikante bidrag til fremme af videnskab inden for områderne bioteknologi og bioinnovation.
Prisen er på 5 mio. kr. og uddeles af Novo Nordisk Fonden. Prisen har navn efter Novonesis.

## Baggrund
Prisen anerkender europæisk forskning eller teknologiske resultater, der bidrager til fremme af innovative og bæredygtige løsninger inden for bioteknologi, til gavn for både mennesker og miljø.

### Nominering
Prisen tildeles enkeltpersoner eller forskergrupper, hvis arbejde har bidraget med fremgang og innovation inden for områder som enzymteknologi, industriel bioteknologi og bæredygtige løsninger. Modtagere af prisen udvælges gennem en nominerings- og evalueringsproces af en komité bestående af eksperter inden for relevante videnskabelige discipliner.

### Belønning
Prisen består af en pengebelønning og en erindringsmedalje. Modtageren/modtagerne inviteres til at holde et foredrag eller en præsentation om deres forskning under en ceremoni, der afholdes i forbindelse med offentliggørelsen af prisen.

## Modtagere
Liste over modtagere af prisen:
| År   | Modtager                 |
| ---- | ------------------------ |
| 2025 | Julia Vorholt            |
| 2024 | Jack Pronk               |
| 2023 | Anne Osbourn (en)        |
| 2022 | Mark van Loosdrecht (en) |
| 2021 | Peer Bork (de)           |
| 2020 | Detlef Weigel (en)       |
| 2019 | Dame Carol Robinson (en) |
| 2018 | Gunnar Von Heijne (sv)   |
| 2017 | Emmanuelle Charpentier   |
| 2017 | Virginijus Šikšnys (en)  |
| 2016 | Jens Nielsen             |
| 2015 | Bernard Henrissat        |